# Amerotyphlops tenuis
Amerotyphlops tenuis es una especie de serpiente que pertenece a la familia de culebras ciegas Typhlopidae. Es una pequeña serpiente subterránea ciega, nativa de México y Guatemala. Habita bosque húmedo, bosque degradado y tierras agrícolas.